# Zgornji Gasteraj
Zgornji Gasteraj is een plaats in Slovenië en maakt deel uit van de gemeente Sveti Jurij v Slovenskih goricah in de NUTS-3-regio Podravska. De plaats telde 140 inwoners op 1 januari 2020.